# صفقة أسلحة بقيمة 2 مليار دولار

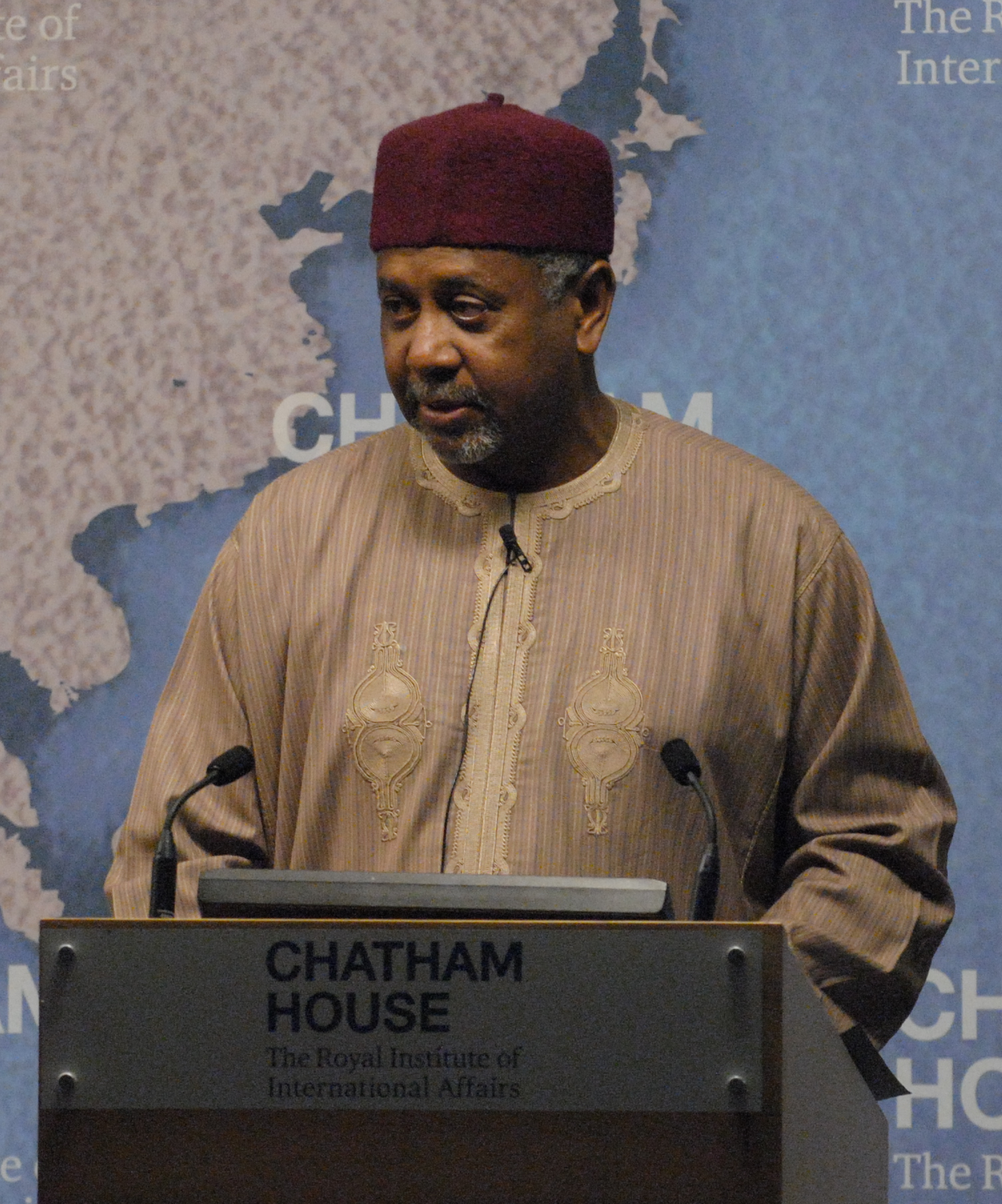
سامبو داسوكي ، مستشار الأمن القومي الذي يُزعم أنه العقل المدبر لصفقة أسلحة بقيمة ملياري دولار

صفقة الأسلحة بقيمة 2 مليار دولار أو Dasukigate هي صفقة لشراء أسلحة في نيجيريا أسفرت عن اختلاس 2 مليار دولار من خلال مكتب مستشار الأمن القومي تحت قيادة العقيد سامبو داسوكي، مستشار الأمن القومي السابق. كُشف عن الصفقة غير القانونية في أعقاب تقرير مؤقت للجنة التحقيقات الرئاسية بشأن شراء الأسلحة تحت إدارة جودلاك جوناثان. أظهر تقرير اللجنة إنفاقًا خارج الميزانية يصل إلى 643.8 مليار ₦ وإنفاقًا إضافيًا يبلغ حوالي 2.2 مليار دولار في مكون العملة الأجنبية في ظل إدارة جودلاك جوناثان.
وأشار التحقيق الأولي إلى أنه ربما جرى صرف حوالي ملياري دولار لشراء أسلحة لمحاربة التمرد الإسلامي في نيجيريا. وأشار تقرير التحقيق إلى أن مبلغًا إجماليًا قدره 2.2 مليار دولار جرى صرفه لسبب غير مفهوم في مكتب مستشار الأمن القومي في شراء أسلحة لمحاربة التمرد، ولكن لم يُنفق لهذا الغرض. أشارت عدة تقارير إلى أنه جرى تحويل جزء من الأموال المصروفة لرعاية إعادة انتخاب جودلاك جوناثان، الرئيس السابق لنيجيريا.
أدت التحقيقات في هذه الصفقة غير القانونية إلى اعتقال شيبو ساليسو، المدير المالي السابق في مكتب مستشار الأمن القومي. قُبض عليه من قبل إدارة خدمات أمن الدولة وبعد استجوابه ادعى أنه تصرف بناءً على أمر العقيد داسوكي. قبض على العقيد داسوكي في الأول من ديسمبر 2015 من قبل إدارة خدمات أمن الدولة ونُقل إلى لجنة الجرائم الاقتصادية والمالية لمزيد من الاستجواب. في بيان مكتوب، ذكر العديد من النيجيريين البارزين الذين شاركوا في صفقة شراء الأسلحة. ذكر الرئيس ريموند دوكبيسي، الرئيس الفخري لشركة DAAR Communications Plc، فيما يتعلق بالصفقة جنبًا إلى جنب مع أتاهيرو بافاراوا، الحاكم السابق لولاية سوكوتو، وبشير يوغودا، وزير الدولة السابق للمالية.

## لجنة التحقيق
افتتحت لجنة التحقيق في مشتريات الأسلحة في 31 أغسطس 2015 من قبل الرئيس محمد بخاري للتحقيق في شراء الذخيرة لمحاربة التمرد خلال إدارة جودلاك جوناثان. كشف التقرير المرحلي للجنة عن عدة معاملات مالية غير مشروعة واحتيالية. كشف التقرير عن إنفاق خارج الميزانية يصل إلى ₦ 643.8 مليار وإنفاق لا يمكن تفسيره بنحو 2.2 مليار دولار في مكون العملة الأجنبية في ظل إدارة جودلاك جوناثان. هذا المبلغ مستثنى من المنح التي تلقتها حكومات الولايات والأموال التي تلقتها مديرية خدمات الدولة وقوات الشرطة النيجيرية. وقامت اللجنة بتحليل كيفية تحويل الأموال إلى مكتب مستشار الأمن القومي والقوات المسلحة النيجيرية بالعملات المحلية والأجنبية. ولاحظت اللجنة أنه صُرف حوالي 2.2 مليار دولار لشراء الذخيرة لمواجهة التمرد لكنها أعربت عن أسفها لأنه على الرغم من هذه المعاملات المالية الضخمة، لم يُنفق سوى القليل أو لا شيء لشراء الأسلحة التي صُرفت الأموال من أجلها. اكتشفت اللجنة أنه من بين 513 عقدًا مُنحت بقيمة 8،356،525،184.32 دولارًا و ₦ 2،189،265،724،404.55 و 54،000.00 جنيه إسترليني، كان هناك حوالي 53 عقدًا فاشلاً تبلغ قيمتها حوالي 2،378،939،066.27 $ و ₦ 13،729،342،329.87 ين على التوالي. كما أشارت اللجنة إلى أن مبلغ العملات الأجنبية الذي جرى إنفاقه على العقود الفاشلة كان أكثر من ضعف قرض المليار دولار الذي وافق عليه مجلس الأمة للاقتراض من البنك الدولي لمحاربة التمرد. اكتشفت لجنة التحقيق أيضًا تحويلاً إجمالياً قدره 3.850 مليار ين لشركة واحدة بواسطة العقيد دانسوكي، مستشار الأمن القومي السابق. أجريت هذه المعاملات بدون اتفاقيات وبدون الوفاء بالالتزامات الضريبية للحكومة الفيدرالية لنيجيريا.
قدمت المزيد من التحقيقات التي أجرتها اللجنة دليلاً على أن العقود الوهمية والزائفة تصل قيمتها إلى 2،219،188،609.50 ₦ و 1،671،742،613.58 $ و 9،905،477.00 جنيه إسترليني بين مارس 2012 ومارس 2015 من قبل العقيد داسوكي. بالإضافة إلى ذلك، لم تستخدم الأموال المصروفة لشراء 12 طائرة هليكوبتر و4 طائرات ألفا النفاثة وقنابل وذخائر أخرى لهذه الأغراض. أشارت اللجنة أيضًا إلى أن داسوكي وجه البنك المركزي النيجيري (CBN) لتحويل مبلغ إجمالي قدره 132،050،486.97 دولارًا و 9،905،473.5 جنيهًا إسترلينيًا إلى حساباتSociete D'equipmente Internationaux في غرب إفريقيا والمملكة المتحدة والولايات المتحدة بدون أي وثائق.
في أعقاب التقرير المؤقت للجنة التحقيق، أمر الرئيس محمد بخاري باعتقال العقيد داسوكي بزعم اختلاس مليارات الدولارات المخصصة لشراء الأسلحة. كما أمر بالقبض على جميع المتهمين.